# 池田政恭
池田 政恭（いけだ まさゆき）は、江戸時代中期から後期にかけての大名。備中国生坂藩の（2人目の）5代藩主。家督相続の翌年に夭逝した池田政房の身代わりで擁立されたが、公式には同一人物とされた。

## 略歴
公式には4代藩主・池田政弼の四男とされたが、実際には岡山藩主池田治政が側室瀬川（柏原庸郷の娘）との間にもうけた庶長子である。血統の上では、政弼と治政が共に池田綱政の曾孫という関係にある。正室は溝口直養の娘（梅岑院）。子は池田政範（長男）、池田長貞（次男）、池田政徳（三男）。官位は従五位下・山城守。幼名は鉄次郎、鉄三郎、永次郎、初之進。
池田家の史料である「池田氏系譜」によると、安永元年（1772年）10月11日、岡山において池田治政の長男として生まれた。治政の正室・米姫は当時懐妊中で、翌安永2年（1773年）に次男の斉政が生まれ、嫡男として幕府に届出された。安永4年（1775年）には三男の政芳が米姫の子として生まれ、届出されたが、政恭は公式には届出がなされないまま、国元の岡山で養育された。
生坂池田家で安永5年（1776年）7月25日に政弼が死去した際、既に嫡男として届出ずみであった政弼の次男（公式には四男）の永次郎（池田政房）が満1歳（数え2歳）で跡を継いだ。しかし、永次郎は翌安永6年（1777年）3月11日に江戸藩邸にて夭逝した。そこで年齢が近く、幕府にいまだ出生の届出がなかった池田宗家の庶子・鉄三郎が江戸へ呼び寄せられ、密かに身代わりに立てられて永次郎政房を名乗った。安永8年（1779年）に通称を初之進、諱を政恭に改めたが、本来の政房の身代わりのため、幕府の公式記録では実際より3歳年少の安永4年生まれとされている。寛政2年（1790年）に11代将軍・徳川家斉に初御目見し、従五位下・山城守に叙任される。翌寛政3年（1791年）に岡山へ帰国する（生坂藩は岡山藩の支藩であり、藩主は岡山城下に居住した）。
文政5年（1822年）11月21日、長男の政範に家督を譲って隠居し、文政10年（1827年）7月晦日に死去した。

## 系譜

### 実際の両親と兄弟姉妹
- 父：池田治政（1750年 - 1819年）
- 母：瀬川 - 柏原庸郷の娘
- 兄弟姉妹
  - 長男：池田政恭
  - 次男：池田斉政（母は正室の米姫）
  - 三男：池田政芳（母は正室の米姫）
  - 四男：堀直温
  - 女子：晴姫
  - 女子：兼子
  - 女子：佐野茂好正室

### 届出上の両親と兄弟姉妹
- 父：池田政弼（1742年 - 1776年）
- 母：利佐姫 - 真明院、松平直純の娘
- 兄弟姉妹
  - 長男：池田政良
  - 次男：秀次郎
以上の2人は、池田政員の子を弟の政弼が自身の庶子と幕府に届け出た。
  - 三男：池田政峰 - 政弼の実子（庶子）
  - 四男：池田政房（政恭）

### 妻子
- 正室：籌姫 - 梅岑院、溝口直養六女
- 生母不明の子女
  - 長男：池田政範（1796年 - 1844年）
  - 次男：池田長貞（1798年 - 1853年） - 池田長紀の養子
  - 三男：池田政徳（1799年 - 1845年） - 池田政孝の婿養子
- 養子
  - 女子：松平乗羨正室